# Mitsubishi
Mitsubishi Group (яп. 三菱グループ Мицубиси гуру:пу) (по-русски «Мицуби́си груп») — японский конгломерат, один из первых дзайбацу.
Крупнейшие компании, входящие в его состав — Mitsubishi Corporation, Mitsubishi UFJ Financial Group, Mitsubishi Heavy Industries (в которую, в свою очередь, входят автомобилестроительный гигант Mitsubishi Motors, химический концерн Mitsubishi Chemical Holdings, корпорация Nikon и другие индустриальные активы).
Штаб-квартира расположена в Токио.

## История
В 1870 году Ятаро Ивасаки основал судоходную фирму Tsukumo Shokai Shipping Co.
В 1873 году название было изменено на Mitsubishi Shokai.
Название торговой марки Mitsubishi (яп. 三菱 Мицубиси) возникло из соединения слов mitsu (яп. 三 мицу, «три») и hishi (яп. 菱 хиси, «водяной орех»), которое, согласно правилам рэндаку, преобразуется в bishi (биси) и используется в значении «ромб». Логотип компании образован из слияния двух фамильных гербов основателей компании — трёх листьев дуба, сложенных в трилистник, и трёх ромбов, расположенных друг над другом.
Изначально компания занималась производством и ремонтом кораблей, а также добычей угля для судов и морским страхованием. Ещё в начале XX века Mitsubishi превратилась в крупную фирму, которая вплоть до окончания Второй мировой войны принадлежала одной семье.

## Продукция
Электроника и электротехника:

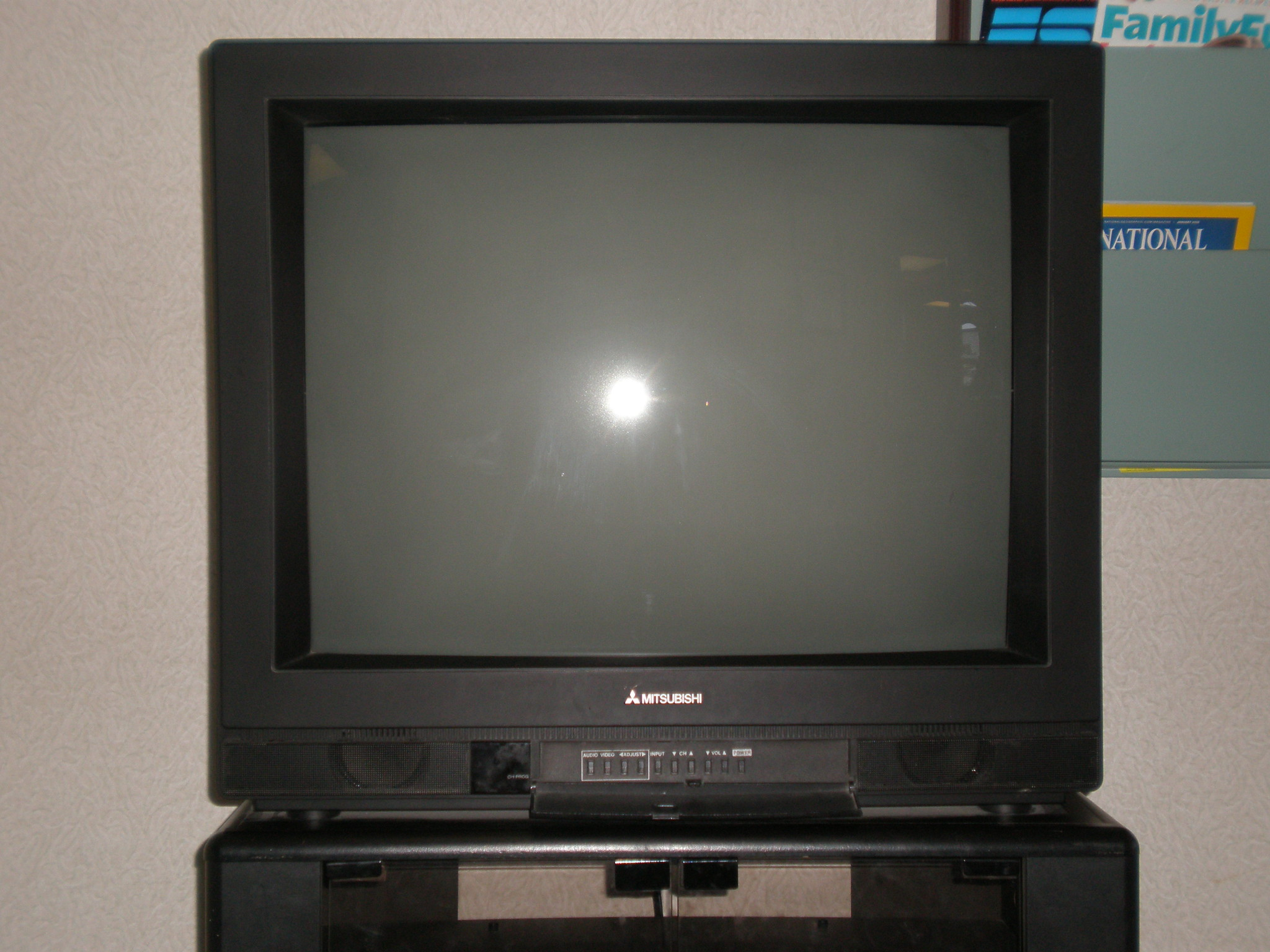
Телевизор Mitsubishi
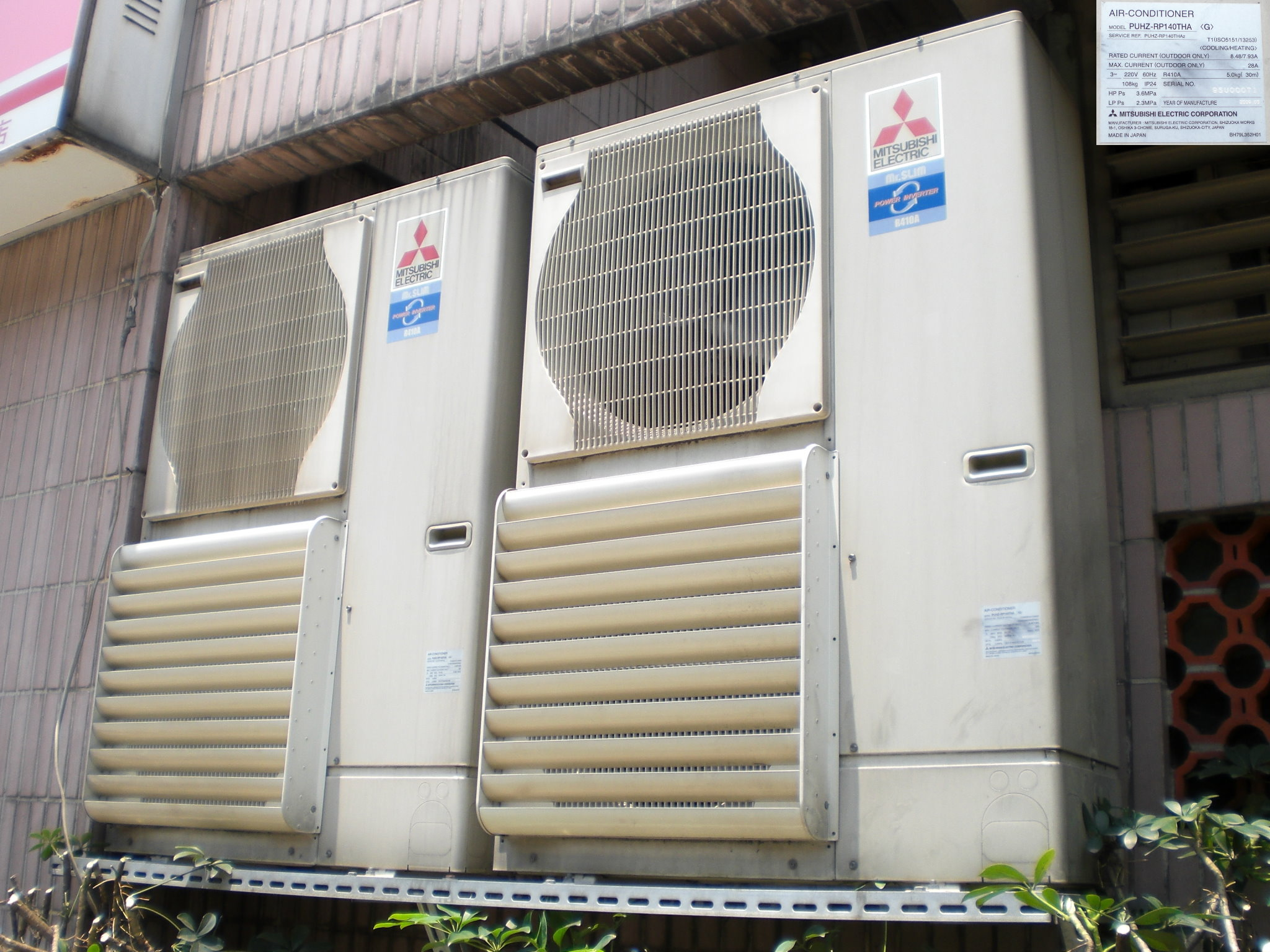
Кондиционер Mitsubishi

### Автомобилестроение

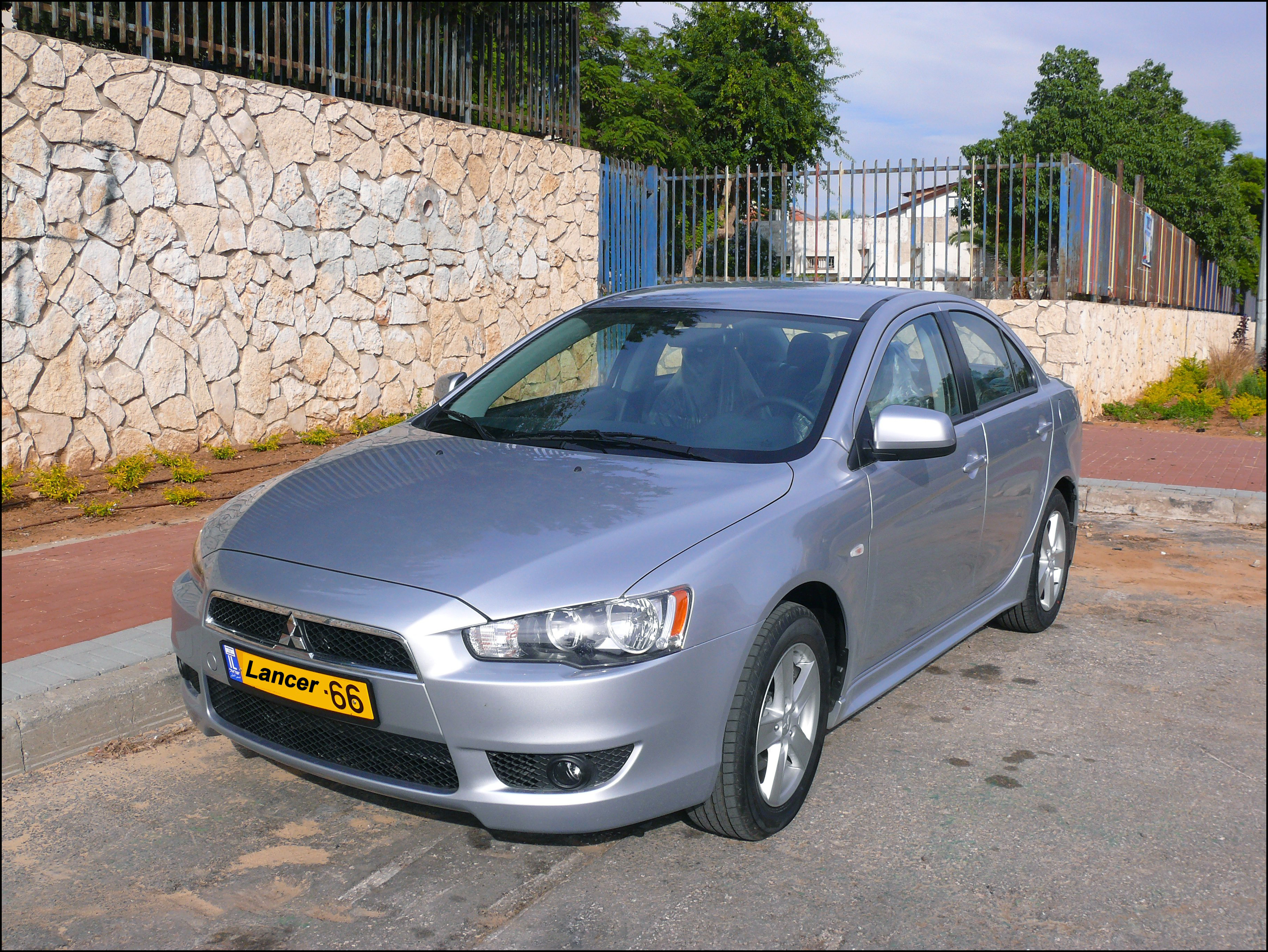
Mitsubishi Lancer
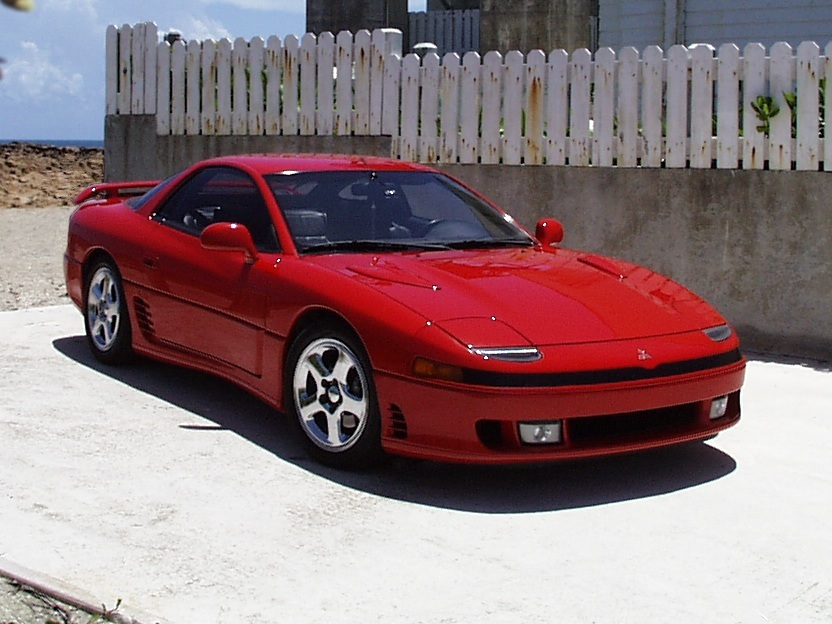
Mitsubishi 3000GT
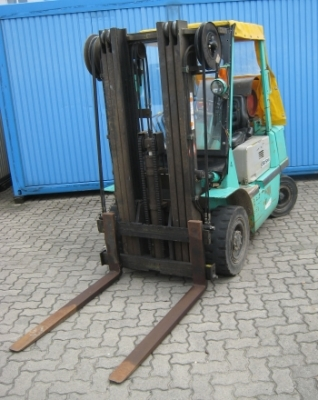
Mitsubishi FG 25

### Авиастроение
Авиастроением фирма занялась в 1918 году, когда инженер компании Кумэдзо Ито был отправлен во Францию для изучения роли авиации в Первой мировой войне. 

В 1920 году было зарегистрировано первое авиационное подразделение фирмы: «Мицубиси найнэнки сэйдзо кабусикигайся» («Мицубиси — двигатели внутреннего сгорания») с заводом в Кобе.
В 1922 году авиационное производство было перенесено к югу от Нагои. Здесь компания стала быстро развиваться и в 1928 году приобрела независимость и новое название — «Мицубиси кокуки кабусикигайся» («Авиафирма Мицубиси»). Однако период независимости продлился недолго, и уже в 1934 году все производства «Мицубиси» слились в одну фирму: «Мицубиси дзюкогё кабусикигайся» («Мицубиси — тяжёлая промышленность»). С этим названием фирму застало начало Второй мировой войны.
В течение войны основные заводы «Мицубиси» группировались вокруг Нагои. Сборочные линии были в городах Нагано, Такаока, Судзука, Какамигахара, Инами, Обу, Цу, Окаяма, Явата, Йоккаити, Наруо (в настоящее время Нисиномия), Мидзусима и Кумамото; двигателестроительные производства в городах Киото, Сидзуока, Нагано, Хиросима, Огаки, Фукуи, Коромо (в настоящее время Тоёта) и Ниигата.
Все заводы были объединены в шесть самолётостроительных и 11 двигателестроительных производств, которые выпускали соответственно:
- Самолётостроительные:

Завод № 1 — Ki-21, Ki-83, A7M, J8M и опытные самолёты
Завод № 3 — G4М, J2М Raiden, А6М Zero
Завод № 5 — Ki-67 Hiryu, Ki-83
Завод № 7 — G4М, N1К2-J
Завод № 9 — Ki-67
Завод № 11 — Ki-46
- Двигателестроительные:

Завод № 2 — выпускал Ha-104, На-43, Ne 230
Завод № 4 — На-102, На-43
Завод № 6 — На-112
Завод № 8 — МК4
Завод № 10 — узлы
Завод № 12 — узлы
Завод № 14 — узлы
Завод № 16 — Ha-104, На-214
Завод № 18 — На-43
Завод № 20 — На-102
Завод № 22 — узлы
Ведущими конструкторами компании на тот момент были Дзиро Хорикоси, Суэо Хондзё, Томио Кубо, Нобухико Кусабакэ, Хисанодзё Одзава, Тэруо Тодзё, Киро Хондзё, Дзиро Танака.
Основными разработками в предвоенный и военный период являлись:
Истребители:
- Mitsubishi A5M
- Mitsubishi A6M Zero
- Mitsubishi J2M Raiden

Бомбардировщики:
- Mitsubishi G3M
- Mitsubishi G4M
- Mitsubishi Ki-21
- Mitsubishi Ki-67 Hiryu

Разведывательные самолёты:
- Mitsubishi Ki-15
- Mitsubishi Ki-46

После окончания войны в 1946 году под давлением союзников держательская компания «Мицубиси хонся» была реорганизована: вместо одной компании появилось 44 независимые фирмы.
В 2005 году объединилась с кэйрэцу «Санва».

### Прочее

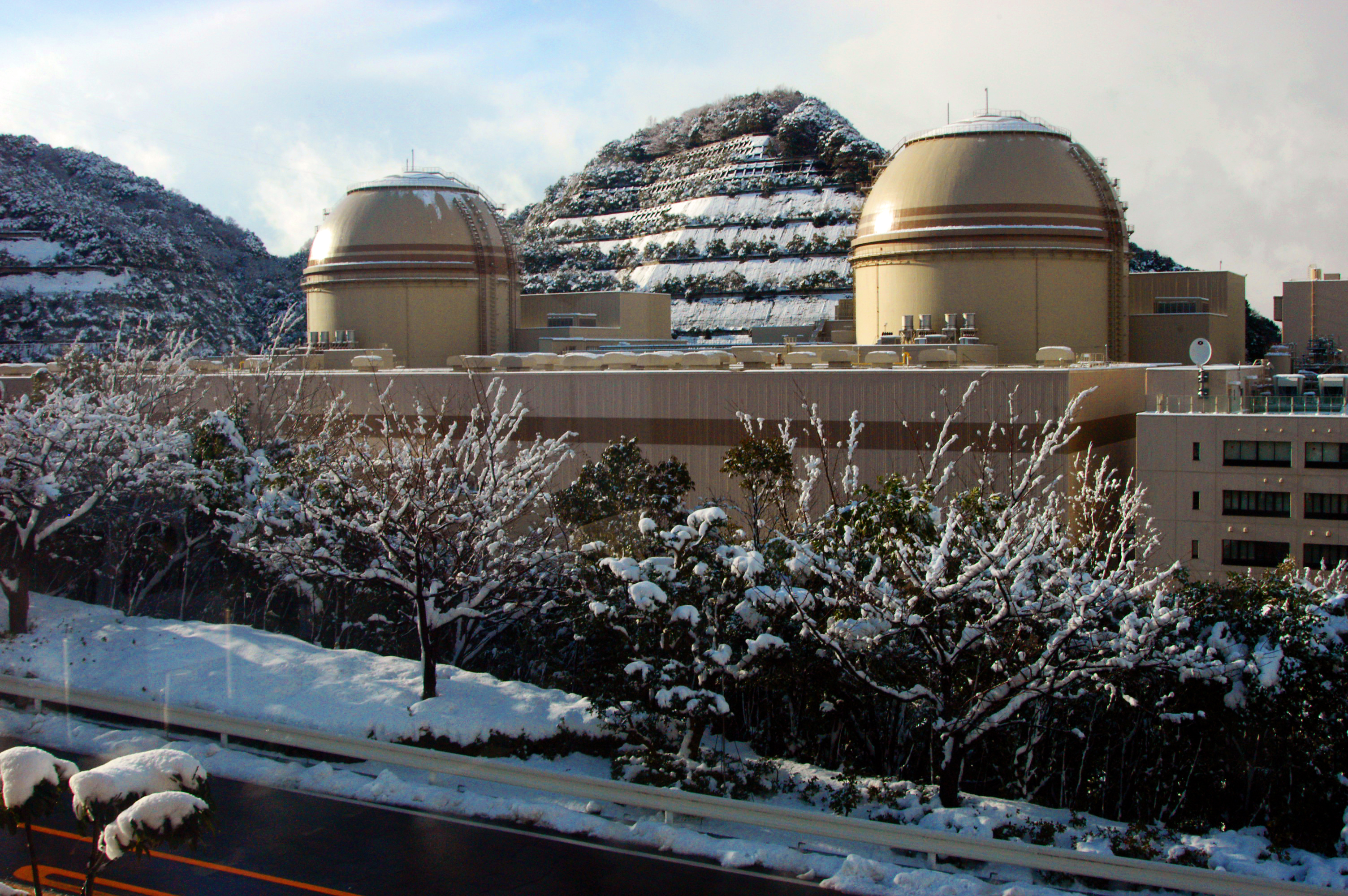
АЭС Охи в префектуре Фукуи, Япония
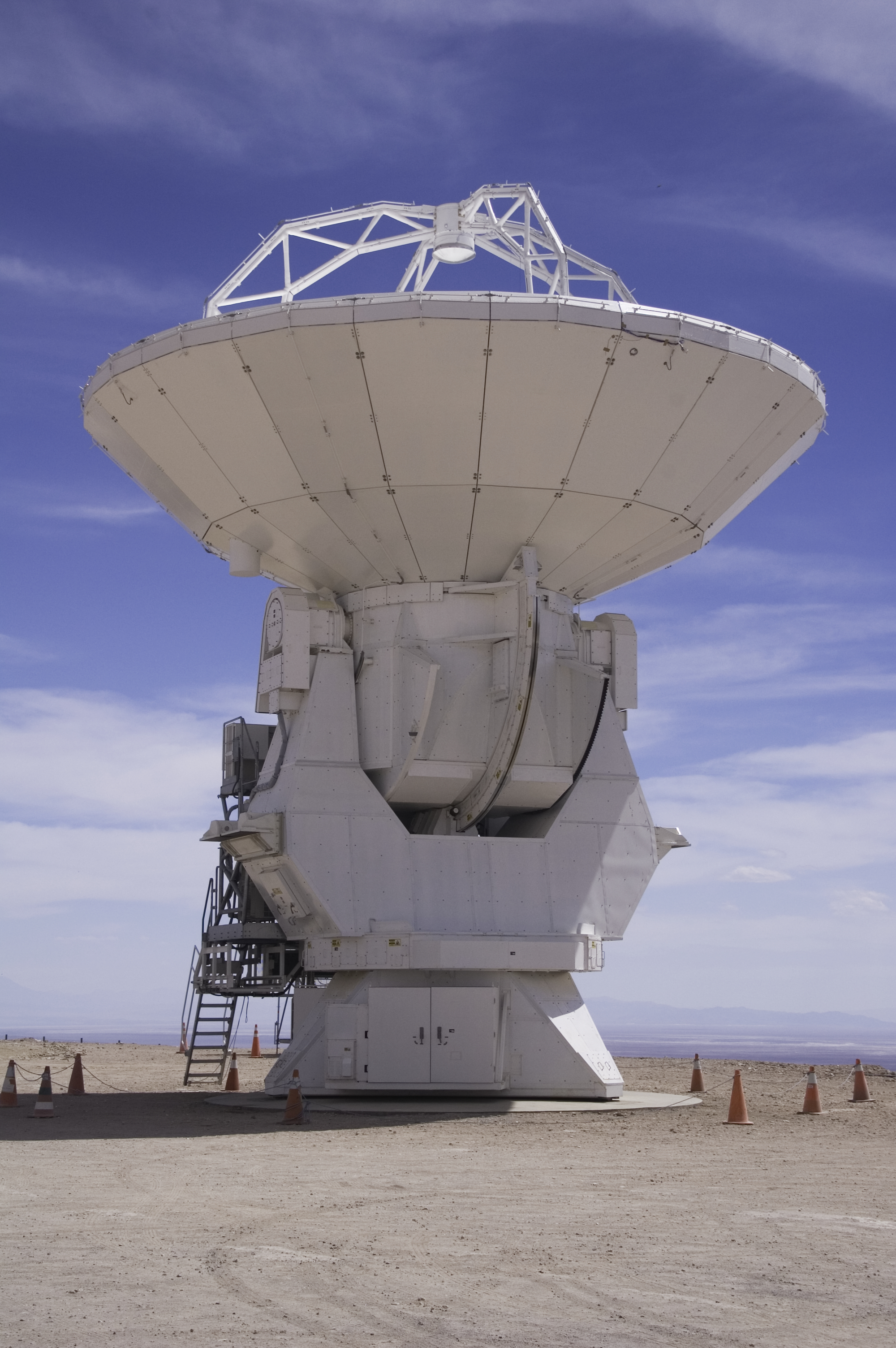
Антенна производства компании Mitsubishi Electric для астрономической обсерватории Атакама в Чили

## Деятельность
В семью или, как её ещё традиционно называют, кэйрэцу «Мицубиси» входят следующие компании (оценка активов журналом Форбс за 2005):
- Asahi Glass Co.
- The Bank of Tokyo-Mitsubishi UFJ, Ltd.
- Kirin Brewery Co., Ltd.
- Meiji Yasuda Life Insurance Company
- Mitsubishi Agricultural Machinery
- Mitsubishi Aluminum Co., Ltd.
- Mitsubishi Cable Industries, Ltd.
- Mitsubishi Chemical Corporation (подразделение Mitsubishi Chemical Holdings Corporation)
  - Verbatim (подразделение Mitsubishi Chemical Corporation, занимающееся производством различных носителей информации (оптических и жёстких дисков, флеш-накопителей, ранее — дискет), динамиков, наушников, мышей, батарей и зарядных устройств, а также аксессуаров)
- Mitsubishi Corporation (сого сёся)
- Mitsubishi Electric Corporation
- Mitsubishi Estate Co., Ltd.
- Mitsubishi Fuso Truck and Bus Corporation
- Mitsubishi Gas Chemical Company, Inc.
- Mitsubishi Heavy Industries, Ltd.
- Mitsubishi Kakoki Kaisha, Ltd.
- Mitsubishi Logistics Corporation
- Mitsubishi Materials Corporation
- Mitsubishi Motors (производство и продажа автомобилей)
- Mitsubishi Paper Mills, Ltd.
- Mitsubishi Plastics, Inc.
- Mitsubishi Rayon Co., Ltd.
- Mitsubishi Research Institute, Inc.
- Mitsubishi Shindoh Co., Ltd.
- Mitsubishi Steel Mfg. Co., Ltd.
- Mitsubishi UFJ Trust and Banking Corporation (подразделение Mitsubishi UFJ Financial Group)
- Nikon Corporation
- Nippon Oil Corporation
- NYK Line (Nippon Yusen Kabushiki Kaisha)
- P.S. Mitsubishi Construction Co., Ltd.
- Tokio Marine & Nichido Fire Insurance Co., Ltd.
- Mitsubishi Kagaku Media Co.

Оборот всех компаний группы Mitsubishi, если свести их в единый баланс, составит 10 % от ВВП Японии.

## Mitsubishi в России

### Mitsubishi Fuso Truck
Mitsubishi Fuso Truck and Bus Corporation в июле 2010 запустил производство на СП «FUSO KAMAZ TRUCK RUS» с российским предприятием КАМАЗ по производству малотоннажных грузовиков «Mitsubishi Fuso CANTER».

### Mitsubishi Motors
Mitsubishi Motors в 2010 создал совместное предприятие легковых автомобилей на российском заводе французской компанией «PSA Peugeot Citroën» в Калужской области.